# تيفون

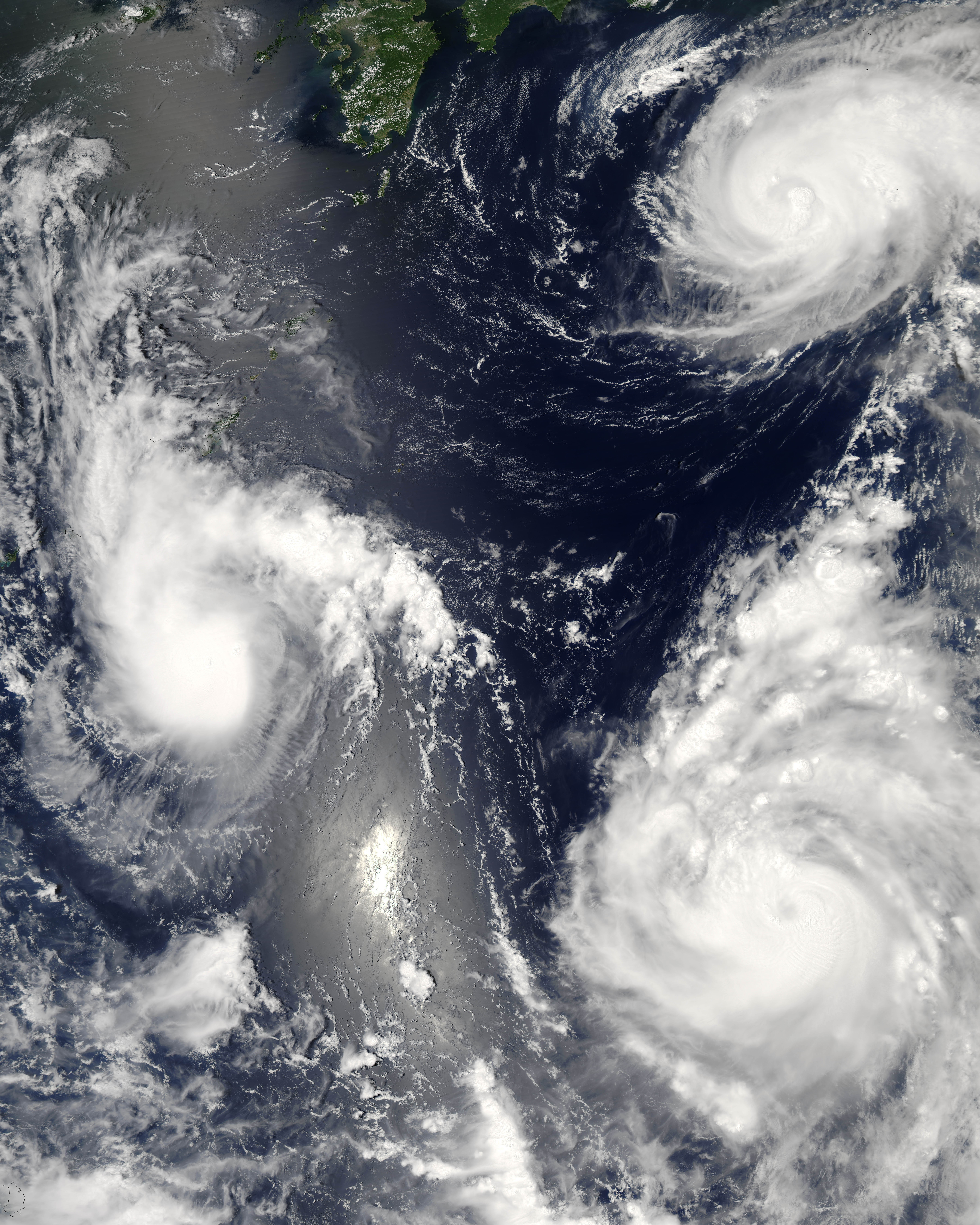
ثلاث اعاصير مختلفة تدور بسرعة فوق غرب المحيط الهادئ في 7 اغسطس 2006

التَّيفُون أو الطيفون وهو إعصار موسمي يحدث في المناطق المناخية المدارية قرب خط الاستواء في غرب المحيط الهادئ (الباسيفيكي) والمحيط الهندي وخاصة في الفلبين. يطلق على نفس النوع من الأعاصير التي تحدث في شمال شرق المحيط الهادي اسم إعصار استوائي.
هناك قائمة تسمية موحدة لإعاصير التيفون مشتركة بين 18 دولة بما فيها اليابان، الفلبين، هونغ كونغ والولايات المتحدة.
هناك ست عناصر رئيسية كشروط لتشكل التايفون وهي، درجة حرارة دافئة لسطح البحر، عدم استقرار في طبقات الجو، رطوبة عالية، في طبقات التروبوسفير المنخفضة والمتوسطة، تأثير كوريوليس كافي لتشكيل مركز ضغط منخفض، نقط اضطراب منخفضة المستوى موجودة سابقا، بالإضافة إلى قص رياح عمودي منخفض.
تتشكل معظم أعاصير التيفون في الفترة بين يونيو ونوفمبر، في مقابل الأعاصير الاستوائية التي تتشكل في الفترة بين ديسمبر ومايو.

## أصل التسمية
تَبَعاً لقاموس المورد -(لمنير البعلبكي طبعة 2002) في الفاض إنكليزية ذات اصل عربي- حيث جاء فيه ان Typhoon التيفون إعصار استوائي (في الفلبين أو بحر الصين) عن الصينية taai fung ، من taai (شديد) + fung (ريح)، عن العربية (طوفان)، وربما عن اليونانية typhon ومعناها الزوبعة أو الريح الدُّوَّامية ، والطُوفان في اللغة هو المطر الغالب، والماء الغالب يَغشى كل شيء، والسيل المُغرق، وله معانٍ أخرى.
وهناك أيضا تشابه مع مفردات من لغات وحضارات عدة مثل اسم الوحش الأسطوري الإغريقي تايفون أو تايفوس الذي ارتبط اسمه بالأعاصير وكلمة توفاو Tufao باللغة البرتغالية وهي تعني الرياح الكبيرة. وهناك كلمة الطوفان في اللغة العربية وكلها ذات علاقة بالأعاصير والمناخ.

## تصنيف حسب الشدة
يعتبر المنخفض الاستوائي هو أقل تصنيف تستخدمه وكالة الأرصاد الجوية اليابانية لوصف أي رياح تقل سرعتها عن 33 عقدة (61 كم/ساعة). يرتفع تصنيف المنخفض الاستوائي إلى عاصفة استوائي عندما تزيد سرعة الرياح عن 34 عقدة (63 كم/ساعة)، وعندما تزداد سرعة الرياح لتصل إلى 48 عقدة (89 كم/ساعة) تصبح التسمية هي عاصفة استوائية شديدة. وعندما تزيد سرعة الرياح عن 64 عقدة (119 كم/ساعة) يتم تصنيف العاصفة على أنها تيفون وهو أعلى تصنيف على المقياس.

## التواتر
| الشهر        | العدد | المتوسط |
| ------------ | ----- | ------- |
| يناير        | 28    | 0.6     |
| فبراير       | 15    | 0.3     |
| مارس         | 26    | 0.6     |
| أبريل        | 39    | 0.8     |
| مايو         | 64    | 1.4     |
| يونيو        | 96    | 2.0     |
| يوليو        | 215   | 4.6     |
| أغسطس        | 312   | 6.6     |
| سبتمبر       | 262   | 5.6     |
| أكتوبر       | 219   | 4.7     |
| نوفمبر       | 134   | 2.9     |
| ديسمبر       | 75    | 1.6     |
| الكلي        | 1484  | 31.6    |
| المصدر: JTWC |       |         |

تتشكل التيفونات على مدار العام، ووقت ذروتها بين شهري أغسطس وأكتوبر.